# China Asian Sevens 2009
China Asian Sevens 2009 – pierwsza edycja wchodzącego w skład mistrzostw Azji turnieju China Asian Sevens przeznaczonego dla męskich reprezentacji narodowych w rugby 7. Odbyła się w dniach 4–5 września 2009 roku na boisku Shanghai Rugby Football Club w Szanghaju będąc pierwszym turniejem sezonu 2009.

## Informacje ogólne
Rozegrane na boisku Shanghai Rugby Football Club zawody były pierwszym rankingowym turniejem sezonu 2009 i wzięło w nich udział dziewięć reprezentacji. Drużyny rywalizowały w pierwszej fazie systemem kołowym podzielone na trzy trzyzespołowe grupy o rozstawienie przed drugą fazą grupową rozegraną tym samym systemem. Po dwie czołowe drużyny awansowały następnie do półfinałów, a pozostałe walczyły o poszczególne miejsca.
W finale spotkali się reprezentanci Korei Południowej i Japonii, a lepsi po raz drugi w tym turnieju okazali się Koreańczycy.
Najlepszym graczem turnieju został wybrany przedstawiciel triumfatorów, Kim Won Yong.

## Rozstawienie
Zespoły zostały rozstawione według wyników osiągniętych w kwalifikacjach do PŚ 2009.
| Grupa A | Grupa A   | Grupa B | Grupa B          | Grupa C | Grupa C         |
| ------- | --------- | ------- | ---------------- | ------- | --------------- |
| 1       | Japonia   | 2       | Hongkong         | 3       | Chiny           |
| 6       | Tajlandia | 5       | Korea Południowa | 4       | Chińskie Tajpej |
| 7       | Sri Lanka | 8       | Singapur         | 9       | Indie           |

## Pierwsza faza grupowa

### Grupa A
| 4 września 200909:20 | Japonia | 36:0 | Sri Lanka | Shanghai Rugby Football Club, Szanghaj |
| 4 września 200909:20 |         | 36:0 |           | Shanghai Rugby Football Club, Szanghaj |

| 4 września 200911:00 | Sri Lanka | 26:7 | Tajlandia | Shanghai Rugby Football Club, Szanghaj |
| 4 września 200911:00 |           | 26:7 |           | Shanghai Rugby Football Club, Szanghaj |

| 4 września 200912:40 | Japonia | 38:5 | Tajlandia | Shanghai Rugby Football Club, Szanghaj |
| 4 września 200912:40 |         | 38:5 |           | Shanghai Rugby Football Club, Szanghaj |

### Grupa B
| 4 września 200909:40 | Hongkong | 38:0 | Singapur | Shanghai Rugby Football Club, Szanghaj |
| 4 września 200909:40 |          | 38:0 |          | Shanghai Rugby Football Club, Szanghaj |

| 4 września 200911:20 | Korea Południowa | 51:0 | Singapur | Shanghai Rugby Football Club, Szanghaj |
| 4 września 200911:20 |                  | 51:0 |          | Shanghai Rugby Football Club, Szanghaj |

| 4 września 200913:00 | Hongkong | 26:17 | Korea Południowa | Shanghai Rugby Football Club, Szanghaj |
| 4 września 200913:00 |          | 26:17 |                  | Shanghai Rugby Football Club, Szanghaj |

### Grupa C
| 4 września 200910:00 | Chiny | 55:0 | Indie | Shanghai Rugby Football Club, Szanghaj |
| 4 września 200910:00 |       | 55:0 |       | Shanghai Rugby Football Club, Szanghaj |

| 4 września 200911:40 | Chińskie Tajpej | 33:0 | Indie | Shanghai Rugby Football Club, Szanghaj |
| 4 września 200911:40 |                 | 33:0 |       | Shanghai Rugby Football Club, Szanghaj |

| 4 września 200913:20 | Chiny | 33:5 | Chińskie Tajpej | Shanghai Rugby Football Club, Szanghaj |
| 4 września 200913:20 |       | 33:5 |                 | Shanghai Rugby Football Club, Szanghaj |

## Druga faza grupowa

### Grupa D
| 4 września 2009 | Korea Południowa | 28:17 | Japonia | Shanghai Rugby Football Club, Szanghaj |
| 4 września 2009 |                  | 28:17 |         | Shanghai Rugby Football Club, Szanghaj |

| 4 września 2009 | Chiny | 17:17 | Korea Południowa | Shanghai Rugby Football Club, Szanghaj |
| 4 września 2009 |       | 17:17 |                  | Shanghai Rugby Football Club, Szanghaj |

| 5 września 200909:40 | Japonia | 33:5 | Chiny | Shanghai Rugby Football Club, Szanghaj |
| 5 września 200909:40 |         | 33:5 |       | Shanghai Rugby Football Club, Szanghaj |

### Grupa E
| 4 września 2009 | Hongkong | 42:7 | Sri Lanka | Shanghai Rugby Football Club, Szanghaj |
| 4 września 2009 |          | 42:7 |           | Shanghai Rugby Football Club, Szanghaj |

| 4 września 2009 | Chińskie Tajpej | 10:0 | Sri Lanka | Shanghai Rugby Football Club, Szanghaj |
| 4 września 2009 |                 | 10:0 |           | Shanghai Rugby Football Club, Szanghaj |

| 5 września 200910:00 | Hongkong | 21:5 | Chińskie Tajpej | Shanghai Rugby Football Club, Szanghaj |
| 5 września 200910:00 |          | 21:5 |                 | Shanghai Rugby Football Club, Szanghaj |

### Grupa F
| 4 września 2009 | Tajlandia | 19:7 | Indie | Shanghai Rugby Football Club, Szanghaj |
| 4 września 2009 |           | 19:7 |       | Shanghai Rugby Football Club, Szanghaj |

| 4 września 2009 | Singapur | 10:7 | Indie | Shanghai Rugby Football Club, Szanghaj |
| 4 września 2009 |          | 10:7 |       | Shanghai Rugby Football Club, Szanghaj |

| 5 września 200909:20 | Singapur | 24:17 | Tajlandia | Shanghai Rugby Football Club, Szanghaj |
| 5 września 200909:20 |          | 24:17 |           | Shanghai Rugby Football Club, Szanghaj |

## Trzecia faza grupowa

### Grupa G
| 5 września 200911:00 | Chiny | 48:0 | Singapur | Shanghai Rugby Football Club, Szanghaj |
| 5 września 200911:00 |       | 48:0 |          | Shanghai Rugby Football Club, Szanghaj |

| 5 września 200912:20 | Chiny | 21:0 | Indie | Shanghai Rugby Football Club, Szanghaj |
| 5 września 200912:20 |       | 21:0 |       | Shanghai Rugby Football Club, Szanghaj |

| 5 września 200913:40 | Indie | 31:0 | Singapur | Shanghai Rugby Football Club, Szanghaj |
| 5 września 200913:40 |       | 31:0 |          | Shanghai Rugby Football Club, Szanghaj |

### Grupa H
| 5 września 200911:20 | Tajlandia | 26:19 | Sri Lanka | Shanghai Rugby Football Club, Szanghaj |
| 5 września 200911:20 |           | 26:19 |           | Shanghai Rugby Football Club, Szanghaj |

## Faza pucharowa

### Mecz o 7. miejsce
| 5 września 200915:10 | Sri Lanka | 38:10 | Indie | Shanghai Rugby Football Club, Szanghaj |
| 5 września 200915:10 |           | 38:10 |       | Shanghai Rugby Football Club, Szanghaj |

### Mecz o 5. miejsce
| 5 września 200915:30 | Chiny | 59:5 | Tajlandia | Shanghai Rugby Football Club, Szanghaj |
| 5 września 200915:30 |       | 59:5 |           | Shanghai Rugby Football Club, Szanghaj |

### Mecze o miejsca 1–4
|  |                  |                  |           |                   |    |                  |                  |       |
|  | Półfinały        | Półfinały        | Półfinały |                   |    | Finał            | Finał            | Finał |
|  | Półfinały        | Półfinały        | Półfinały |                   |    | Finał            | Finał            | Finał |
|  |                  |                  |           |                   |    |                  |                  |       |
|  |                  |                  |           |                   |    |                  |                  |       |
|  | Korea Południowa | Korea Południowa | 12        |                   |    |                  |                  |       |
|  | Korea Południowa | Korea Południowa | 12        |                   |    |                  |                  |       |
|  | Chińskie Tajpej  | Chińskie Tajpej  | 10        |                   |    |                  |                  |       |
|  | Chińskie Tajpej  | Chińskie Tajpej  | 10        |                   |    | Korea Południowa | Korea Południowa | 42    |
|  |                  |                  |           |                   |    | Korea Południowa | Korea Południowa | 42    |
|  |                  |                  | Japonia   | Japonia           | 19 |                  |                  |       |
|  | Japonia          | Japonia          | Japonia   | Japonia           | 19 | 17               |                  |       |
|  | Japonia          | Japonia          |           |                   |    |                  |                  |       |
|  | Hongkong         | Hongkong         | 5         |                   |    |                  |                  |       |
|  | Hongkong         | Hongkong         | 5         | Mecz o 3. miejsce |    |                  |                  |       |
|  |                  |                  |           |                   |    |                  |                  |       |
|  |                  |                  |           |                   |    |                  |                  |       |
|  |                  |                  |           |                   |    |                  |                  |       |
|  | Hongkong         | Hongkong         | 31        |                   |    |                  |                  |       |
|  | Hongkong         | Hongkong         | 31        |                   |    |                  |                  |       |
|  | Chińskie Tajpej  | Chińskie Tajpej  | 10        |                   |    |                  |                  |       |
|  | Chińskie Tajpej  | Chińskie Tajpej  | 10        |                   |    |                  |                  |       |

| 5 września 200912:00 | Korea Południowa | 12:10 | Chińskie Tajpej | Shanghai Rugby Football Club, Szanghaj |
| 5 września 200912:00 |                  | 12:10 |                 | Shanghai Rugby Football Club, Szanghaj |

| 5 września 200911:40 | Japonia | 17:5 | Hongkong | Shanghai Rugby Football Club, Szanghaj |
| 5 września 200911:40 |         | 17:5 |          | Shanghai Rugby Football Club, Szanghaj |

| 5 września 200916:40 | Korea Południowa | 42:19 | Japonia | Shanghai Rugby Football Club, Szanghaj |
| 5 września 200916:40 |                  | 42:19 |         | Shanghai Rugby Football Club, Szanghaj |

| 5 września 200916:10 | Hongkong | 31:10 | Chińskie Tajpej | Shanghai Rugby Football Club, Szanghaj |
| 5 września 200916:10 |          | 31:10 |                 | Shanghai Rugby Football Club, Szanghaj |

## Klasyfikacja końcowa
| Miejsce | Reprezentacja    | Punkty |
| ------- | ---------------- | ------ |
| 1       | Korea Południowa | 12     |
| 2       | Japonia          | 11     |
| 3       | Hongkong         | 10     |
| 4       | Chińskie Tajpej  | 9      |
| 5       | Chiny            | 8      |
| 6       | Tajlandia        | 7      |
| 7       | Sri Lanka        | 6      |
| 8       | Indie            | 5      |
| 9       | Singapur         | 4      |